# René Maunier
Pour les articles homonymes, voir Maunier.
René Maunier (né le 26 août 1887 à Niort et mort le 8 juin 1951 à Paris) est un sociologue français.

## Biographie
René Maunier est un universitaire spécialiste de la législation, de l'économie et de la sociologie coloniale. Il est également membre de l'Académie des sciences sociales et de la commission d'histoire économique de la Révolution française.
En 1909, il est docteur ès sciences juridiques, économiques et politiques à l'université de Paris.
De 1911 à 1918, il est professeur à l'École royale de droit au Caire. Il est agrégé des facultés de droit en 1919.
Après 1919, il est professeur à la Faculté de droit de l'université d'Alger et à l'université de Paris. Pendant la Seconde Guerre mondiale, il s'affiche comme un partisan de la Révolution nationale et du régime de Vichy, ce qui lui vaut sa mise à la retraite d'office à la Libération en 1944.

## Œuvres littéraires
- Bibliographie économique, juridique et sociale de l’Égypte moderne, 1798-1916 (1918)
- Conférences 1931/ par H. Lévy-Bruhl, J. Escarra, G. Julien, R. Maunier ; Faculté de droit de Paris, Salle de travail d'ethnologie juridique (1931)
- La Construction collective de la maison en Kabylie (1926)
- Essais sur les groupements sociaux (1929)
- Loi française et coutume indigène en Algérie (1932)
- L'Origine et la Fonction économique des villes (1910)
- Recherches sur les échanges rituels en Afrique du Nord (1927)[5]
- Sociologie coloniale (1932)[6]